# Jorge Iván Castaño Rubio
Jorge Iván Castaño Rubio (Montebello, Antioquia, 25 de noviembre de 1935-Medellín, 2 de mayo de 2025) fue un eclesiástico colombiano de la Iglesia católica, perteneciente a los misioneros claretianos. Fue obispo de la diócesis de Quibdó y luego obispo auxiliar de la Arquidiócesis de Medellín, de la cual, una vez retirado fungió como emérito. Falleció en Medellín el 2 de mayo de 2025.

## Vida y obra
Nació el 25 de noviembre de 1935, en el municipio de Montebello. Sus estudios los realizó en el Instituto San Carlos de los HH. Cristianos, en Medellín, en el Seminario Menor de Bosa (Bogotá) de los PP. Claretianos. Profesión Perpetua en la Comunidad de Misioneros Claretianos, Zipaquirá. Sus estudios de Sagrada Teología, en el Seminario Claretiano de Manizales. Fue ordenado presbítero el 27 de agosto de 1961 por monseñor Arturo Duque Villegas, Arzobispo de Manizales.
Tuvo varias especializaciones: Doctorado en Teología por la "Universidad Pontificia de Santo Tomás de Aquino", Roma - Italia, durante el mismo tiempo realizó estudios de Mariología en el Instituto "Marianum" de Roma, obteniendo el respectivo diploma.  Estudio diversos temas de teología dogmática y pastoral en la Universidad Católica de Lovaina, Bélgica.
Desempeño algunos cargos como: Profesor de teología dogmática en el Teologado Interprovincial Claretiano de Salamanca, España. Profesor de teología dogmática en el Teologado Interprovincial Claretiano de Colombia, en Manizales. Por la misma época fue profesor de Eclesiología en el Instituto Catequístico Latinoamericano (ICLA), dependiente del CELAM (Consejo Episcopal Latinoamericano). Rector de Teologado Interprovincial Claretiano, y Delegado por la Provincia Claretiana de Colombia Occidental al XVII Capítulo General de la Comunidad en Roma.
Rector y profesor en el Teologado Interprovincial Claretiano, trasladado de Manizales a Bogotá. Presidente de la Comisión de Misiones de la Conferencia de Religiosos de Colombia. Consultor en el Gobierno Provincial Claretiano, con el cargo de Prefecto Provincial de Estudios. Secretario Ejecutivo de la Confederación Interprovincial Claretiana de América Latina (CICLA).
Vicerrector del Instituto Pastoral del CELAM, en Medellín. Superior Provincial de la Provincia Claretiana de Colombia Occidental, con sede en Medellín. Director de la Sección de Espiritualidad y Liturgia en el Instituto de Teología y Pastoral del CELAM, en Medellín; igualmente recibe el nombramiento de Administrador o Ecónomo del mismo Instituto.
El 6 de junio de 1983, el papa Juan Pablo II lo nombró vicario apostólico de Quibdó y obispo titular de Edistiana. Recibió la consagración episcopal el 6 de agosto del mismo año de manos del entonces Nuncio Apostólico en Colombia, Angelo Acerbi como consagrador principal, y fueron co-consagrantes el cardenal Alfonso López Trujillo, arzobispo de Medellín, y Darío Castrillón Hoyos, obispo de Pereira.
El 30 de abril de 1990 la Santa Sede eleva a Diócesis el Vicariato Apostólico de Quibdó y nombra como su obispo a Castaño Rubio. En diciembre de 2000 renunció al gobierno de la Diócesis de Quibdó y el 16 de febrero de 2001 fue nombrado obispo auxiliar de la Arquidiócesis de Medellín y obispo Titular de Stagnum. El 25 de noviembre de 2010, el Papa Benedicto XVI aceptó la renuncia por cumplir el límite de edad determinado por la norma eclesiástica. Fungió como obispo auxiliar emérito de Medellín.

## Muerte
Falleció el 2 de mayo de 2025 en Medellín con 89 años.